# Totatiche
Totatiche ist ein Ort mit 1.323 Einwohnern (Zensus 2010) im mexikanischen Bundesstaat Jalisco. Totatiche ist Verwaltungssitz des gleichnamigen Municipio Totatiche.

## Klima
Totatiche hat ein subtropisches Klima mit einem Jahresdurchschnitt von 25,7 °C und Niederschlägen von 764,9 Millimetern.

## Persönlichkeiten
- Miguel Caldera (1548–1597), Gründer von San Luis Potosí
- Cristóbal Magallanes Jara (1869–1927), katholischer Geistlicher und Heiliger
- Mateo Saldaña Dosal (1875–1951), Künstler
- José Pilar Quezada Valdés (1900–1985), katholischer Geistlicher
- Nivardo Jara del Real, Künstler
- Julián Hernández Cueva (1898–1974)